# Municipio de Jefferson (condado de Jefferson, Kansas)
El municipio de Jefferson (en inglés: Jefferson Township) es un municipio ubicado en el condado de Jefferson en el estado estadounidense de Kansas. En el año 2010 tenía una población de 1160 habitantes y una densidad poblacional de 7,69 personas por km².

## Geografía
El municipio de Jefferson se encuentra ubicado en las coordenadas 39°20′20″N 95°15′35″O / 39.33889, -95.25972. Según la Oficina del Censo de los Estados Unidos, el municipio tiene una superficie total de 150.84 km², de la cual 149,67 km² corresponden a tierra firme y (0,77 %) 1,17 km² es agua.

## Demografía
Según el censo de 2010, había 1160 personas residiendo en el municipio de Jefferson. La densidad de población era de 7,69 hab./km². De los 1160 habitantes, el municipio de Jefferson estaba compuesto por el 97,76 % blancos, el 0,09 % eran afroamericanos, el 0,78 % eran amerindios, el 0,09 % eran isleños del Pacífico y el 1,29 % eran de una mezcla de razas. Del total de la población el 1,03 % eran hispanos o latinos de cualquier raza.